# Darwinius
Darwinius masillae er et 47 millioner år gammelt fossil af en abe, og regnes for at være "the missing link" i abernes udvikling som til sidst førte frem til os mennesker.
Fossilet blev vist frem af den norske forsker Jørn Hurum for første gang offentligt på Naturhistorisk museum i New York 19. maj 2009. Fossilet er den ældste og mest komplette primat nogensinde fundet. Fossilet er 60 cm langt og 95 procent komplet. Det fik navnet Ida efter Hurums datter, da aben kun var et barn da det døde af at indånde giftgas ved en tropisk indsø i Tyskland for 47 millioner år siden.
Ida blev fundet af en samler under en privat ekspedition til Messelgruben ved Darmstadt i Tyskland i 1982. Han holdt fundet hemmeligt i 24 år før han solgte hende videre via Thomas Perner til Jørn Hurum som repræsentant for Naturhistorisk museum i Oslo på en messe i Hamburg i julen 2006. Prisen var oprindelig 1 million amerikanske dollar, men Hurum pruttede den ned til 4,5 millioner norske kroner.